# Họ Hoàng dương
Họ Hoàng dương (danh pháp khoa học: Buxaceae) là một họ nhỏ chứa 4 hay 5 chi và khoảng 70-120 loài thực vật có hoa. Chúng là các cây bụi hay cây thân gỗ nhỏ với sự phân bố rộng khắp toàn cầu nhưng cực kỳ thưa thớt. Chi thứ năm (Notobuxus) đôi khi được chấp nhận trong quá khứ, được chứng minh bằng các nghiên cứu di truyền là nên gộp trong chi Buxus (Balthazar và ctv., 2000).
Họ này được phần lớn các nhà phân loại học công nhận. Tuy nhiên, vị trí và giới hạn của nó thì biến đổi tùy theo quan điểm phân loại; một số nhà phân loại coi chi Styloceras là thuộc họ của chính nó, gọi là Stylocerataceae, còn những người khác lại gộp chi Simmondsia (thường đặt trong họ Simmondsiaceae của chính nó) vào trong họ Buxaceae.
Hệ thống APG II năm 2003 công nhận họ này nhưng với định nghĩa mới trong đó người ta gộp chi Didymeles (hai loài cây gỗ thường xanh ở Madagascar). Tuy nhiên, APG II cho phép tùy chọn tách chi này riêng ra thành họ Didymelaceae. Điều này là thay đổi nhỏ so với hệ thống APG năm 1998, trong đó người ta coi hai họ này là hoàn toàn tách biệt. Trong cả APG lẫn APG II thì họ Buxaceae không được đặt vào bộ nào và được để như là một trong các dòng dõi cơ sở của thực vật hai lá mầm thật sự. Website của AP gợi ý việc lập ra bộ Buxales cho họ này và họ Didymelaceae cùng họ Haptanthaceae?.

## Phân loại
Họ này được chia thành hai tông như sau:
- Buxeae: Khoảng 30+ loài
  - Notobuxus (bao gồm cả Macropodandra)
  - Buxus: Chi Hoàng dương (bao gồm cả Crantzia, Tricera)
- Sarcococceae: Khoảng 22+ loài
  - Pachysandra: Chi Tam giác mễ
  - Sarcococca: Chi Phì cầu (bao gồm cả Lepidopelma)
  - Styloceras

## Hình ảnh

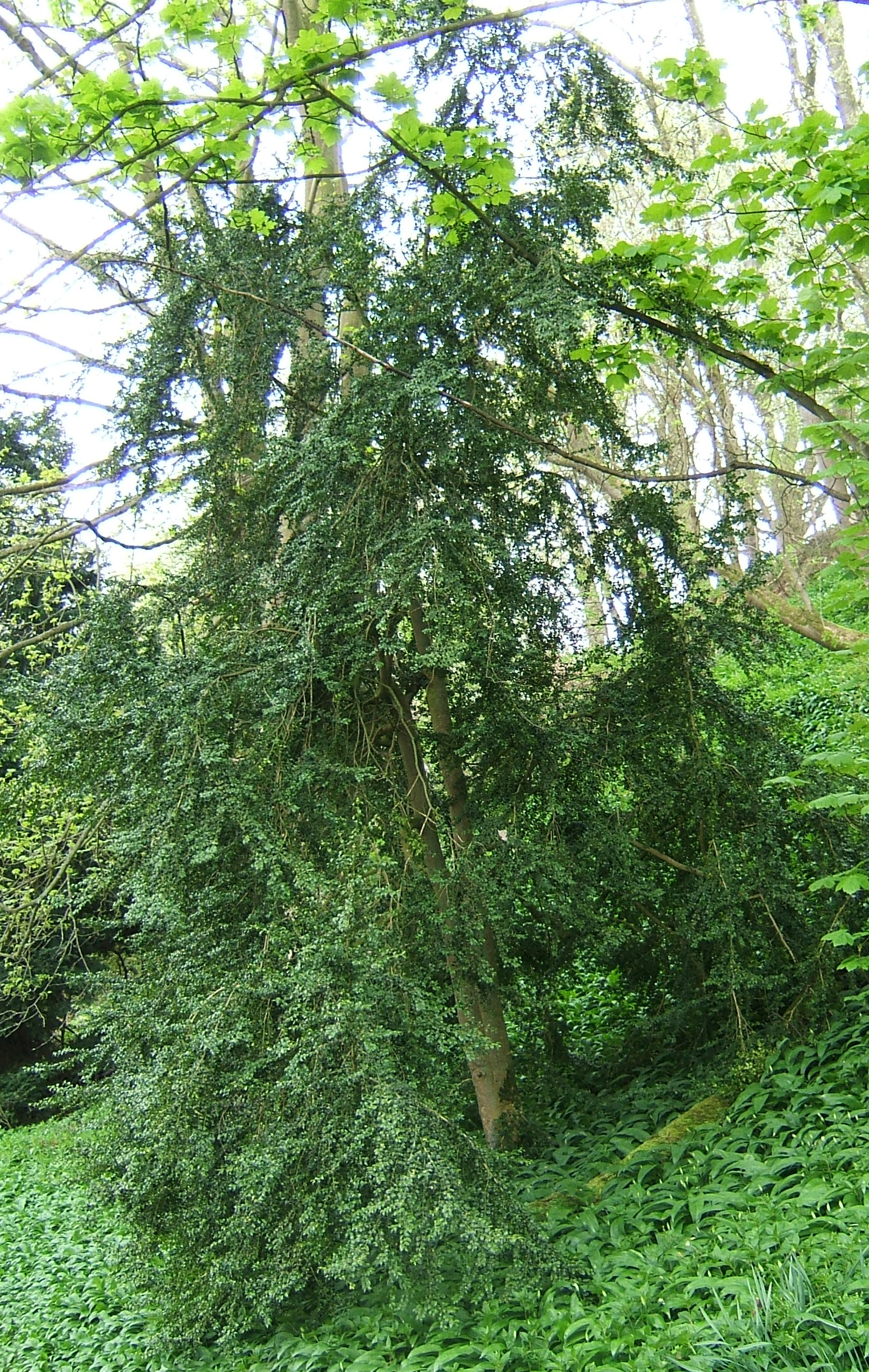
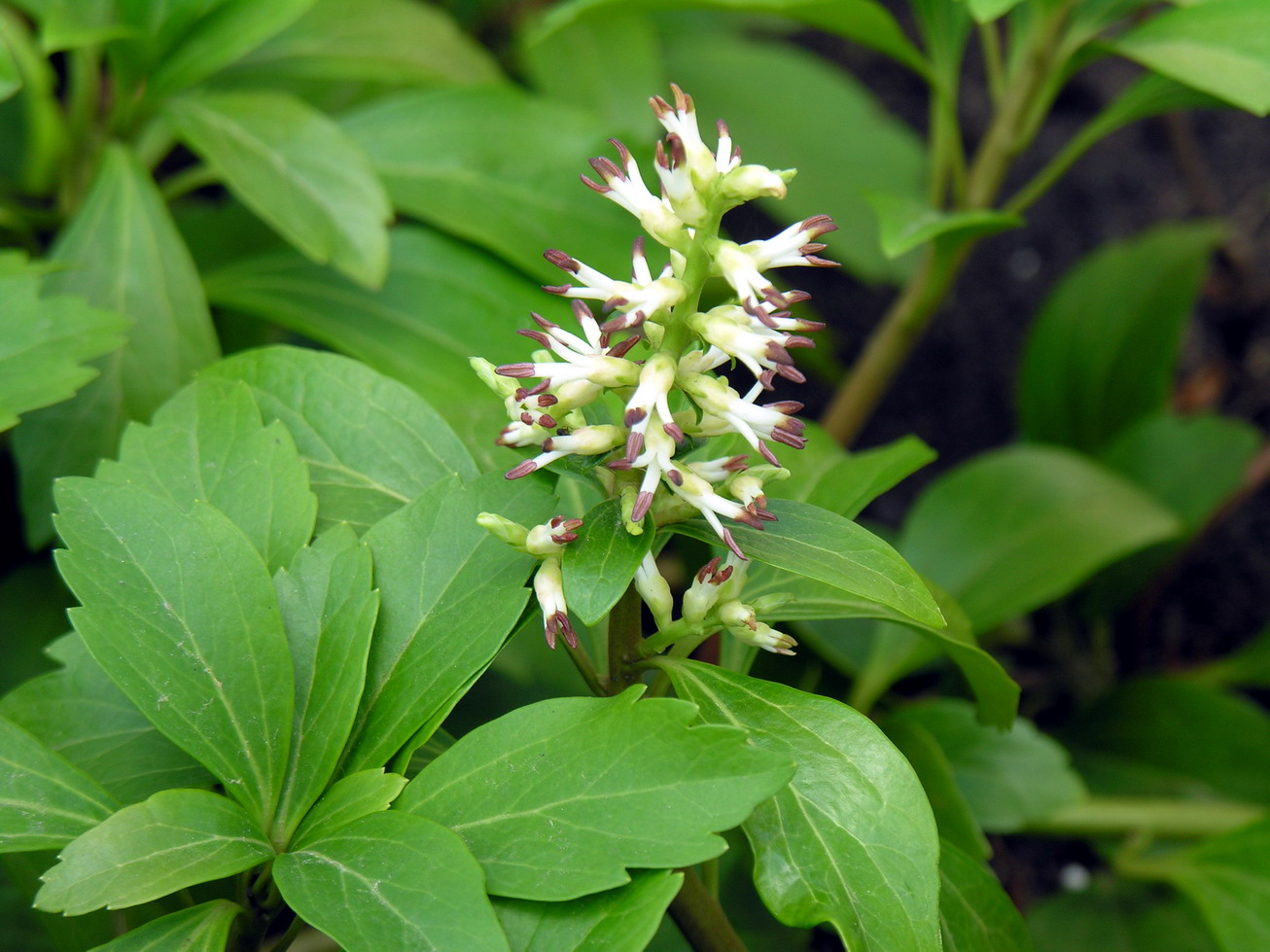
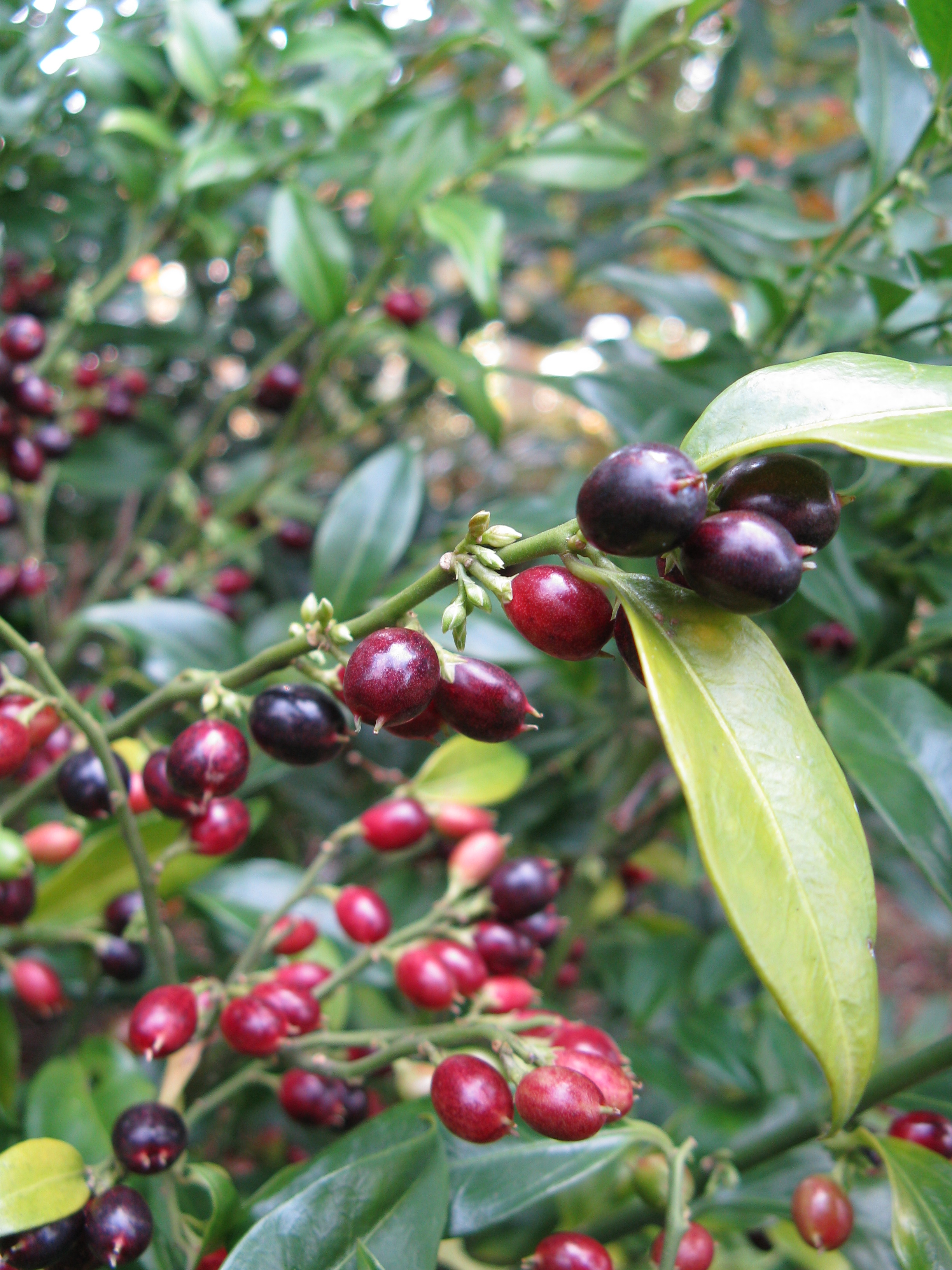
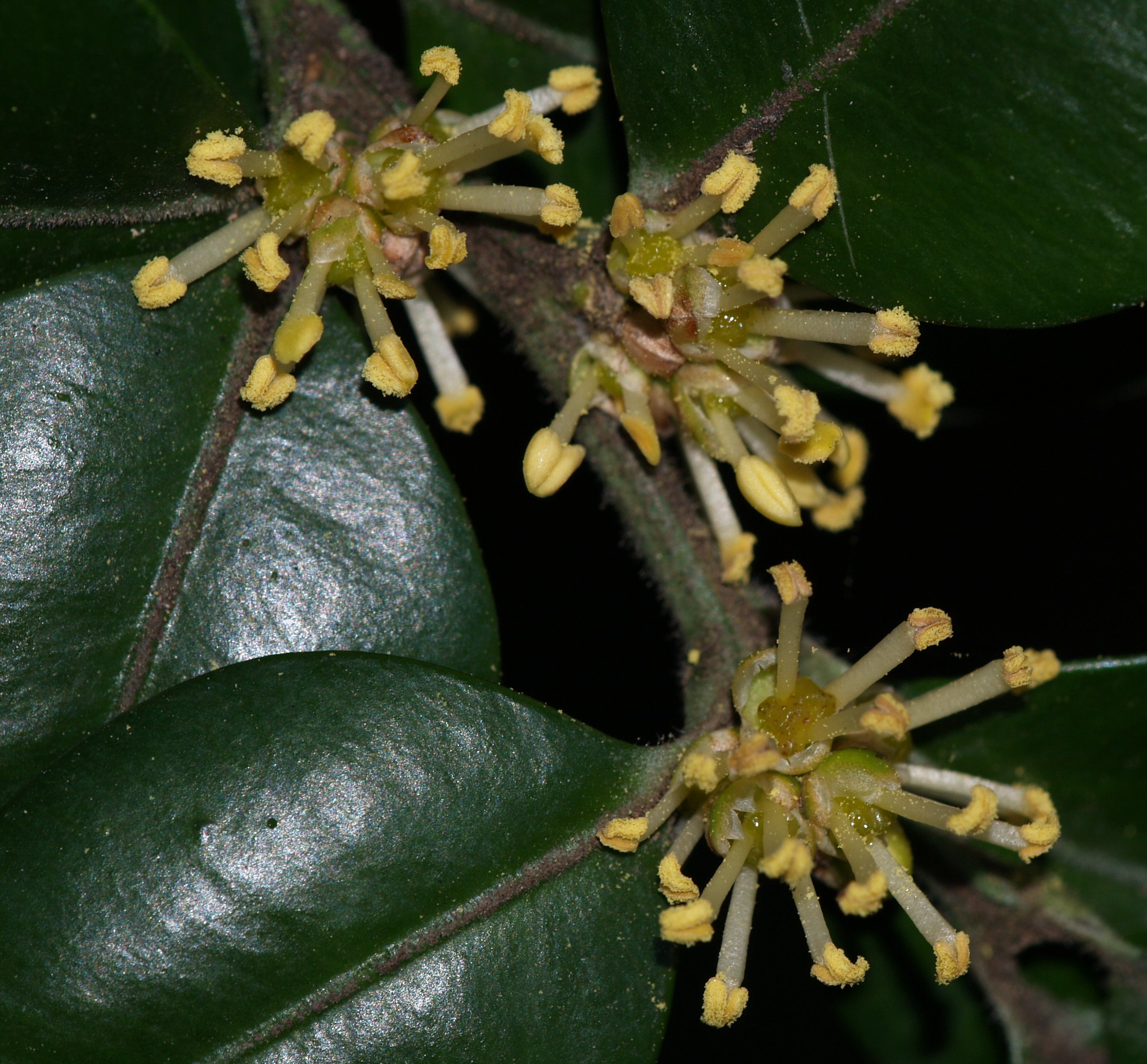